# Užovka ostronosá
Užovka ostronosá (Gonyosoma oxycephalum) je stromový had vyskytující se v jihovýchodní Asii, konkrétně v Zadní Indii, na Filipínách a v Malajsii. Jejím typickým biotopem jsou mangrovové a bambusové houštiny asijských deštných lesů, čemuž také odpovídá její zbarvení a způsob života.

## Popis
Jako většina arborikolních hadů, trávících 90 % času ve větvích stromů či křovisek, má štíhlé tělo s hladkými šupinami zářícími sytou zelení, břicho má ale žlutavé. Směrem k ocasu se zbarvení mění na šedomodrou až hnědou, konec ocasu bývá zpravidla hnědočervený. Od špičatého čenichu se táhne přes velké oko s kulatou zřítelnicí tenký, šedočerný proužek. Mezi šupinami prosvítá modrá barva kůže, což tak trochu připomíná jemné síťování. Užovka ostronosá dorůstá do velikosti 200–230 cm, v teráriích zpravidla o něco méně.

## Potrava a rozmnožování
Užovka ostronosá se živí hlodavci. Bývá aktivní hlavně přes den, kdy loví především drobné savce, ale také ptáky. Ty je díky své hbitosti schopna chytat dokonce i za letu. Páří se průběžně po celý rok, aniž by dávala přednost určitému ročnímu období. Oplozená samice snese do vlhkého substrátu 6–12 vajíček, z kterých se zhruba po 100 dnech inkubace líhnou asi 45 cm velká mláďata.